# Der Graf von Gleichen (Sage)

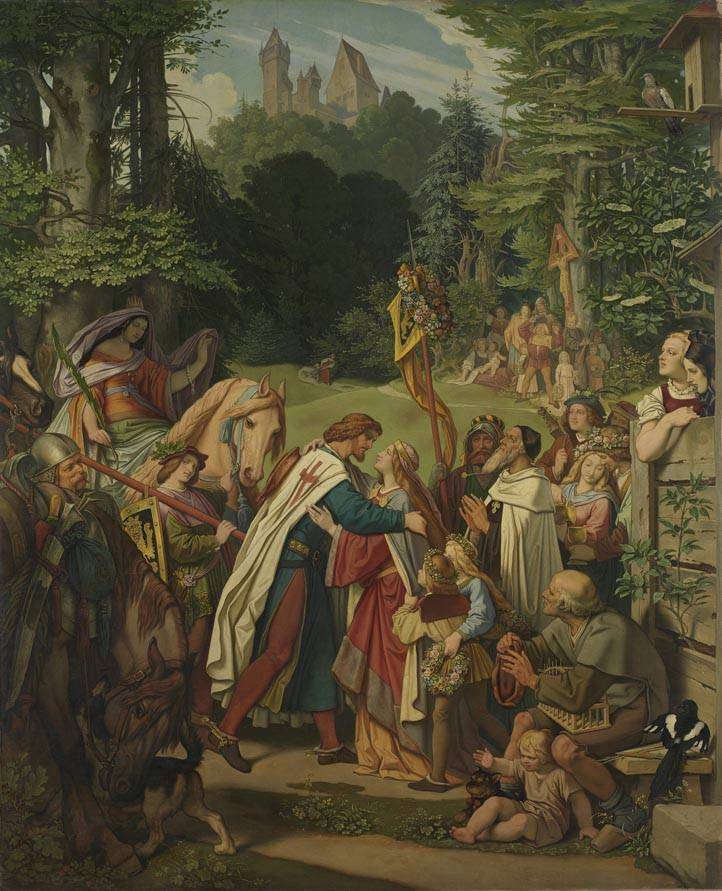
Moritz von Schwind: Die Rückkehr des Grafen von Gleichen, 1864

Der Graf von Gleichen ist eine Sage aus Thüringen. Unter Verweis auf sie versuchte 1539 der hessische Landgraf Philipp I. seine morganatische Ehe mit Margarethe von der Saale (1522–1566) zu verteidigen, obwohl er gleichzeitig mit seiner ersten Gattin verheiratet blieb; damit lebte der Landgraf, wie der sagenhafte „Graf von Gleichen“, de facto und de iure in Bigamie. 

## Inhalt
Die Sage hat einen thüringischen Grafen zum Gegenstand, der einmal Ernst und ein andermal Ludwig von Gleichen genannt wird. Er zieht mit dem Landgraf von Thüringen, Ludwig IV. 1227 auf einen Kreuzzug und lässt seine Gemahlin mit zwei Kindern zurück. Er wird gefangen genommen und von einem Sultan viele Jahre als Sklave gehalten. Die überaus schöne Tochter des Sultans verliebt sich in ihn und verspricht ihn zu befreien, wenn er sie mit sich nehmen und sie heiraten wolle. Daran gewöhnt, dass ein Mann mehrere Frauen haben dürfe, stößt sich die Muslima nicht daran, dass der Graf bereits verheiratet ist. Beiden gelingt es zu Schiff zu fliehen. Glücklich in Venedig angekommen, eilt der Graf nach Rom. Der Papst tauft die Muslimin und gibt dem Grafen die Erlaubnis zu einer zweiten Ehe. Bei der Ankunft auf der Burg Gleichen in Thüringen preist er seiner Frau die Verdienste der Sultanstochter, ohne die er Sklave geblieben, seine Frau Witwe und die Kinder Waisen wären. Die beiden Frauen vertragen sich aufs Beste, sie teilen mit dem Grafen das Bett und nach ihrem Tod das Grab. Die Sage spricht von dem „zweibeweibten“ Grafen und einer „Doppelehe“.
Relikte sollen die Sage bewahrheiten. Darunter vor allem der Leichenstein im Erfurter Dom, der einen Ritter mit einer Gemahlin zur rechten und zur linken Seite zeigt, sowie mehrere dreischläfrige Betten. Den Burgweg zur heutigen Ruine der Burg Gleichen, an dem sich die beiden Frauen erstmals begegneten, hat die sarazenische Gemahlin der Sage nach pflastern lassen; seitdem wird er „Türkenweg“ genannt.

## Verarbeitungen in Literatur, Musik und bildender Kunst

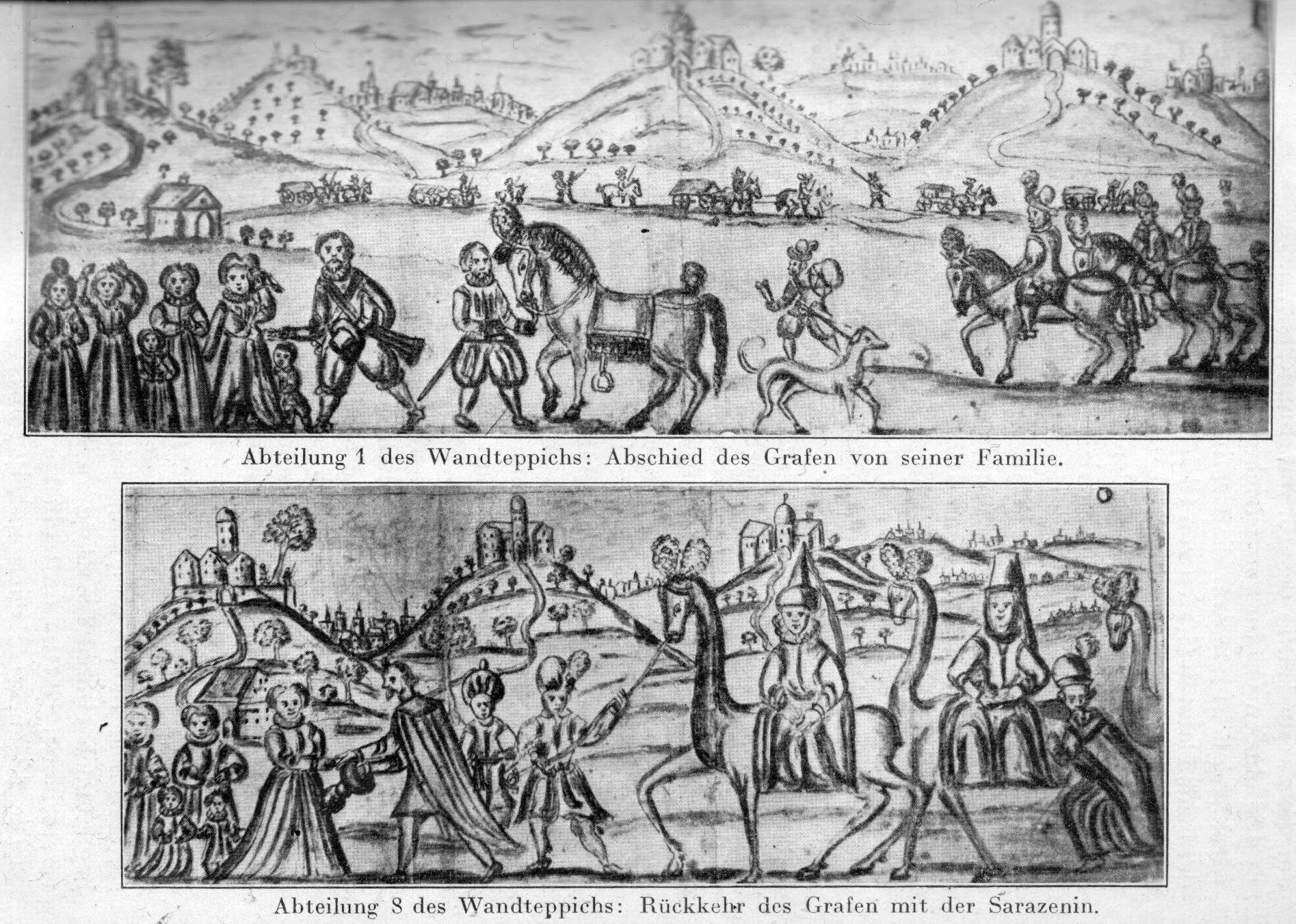
Bildkopien des Wandteppichs bei Vulpius

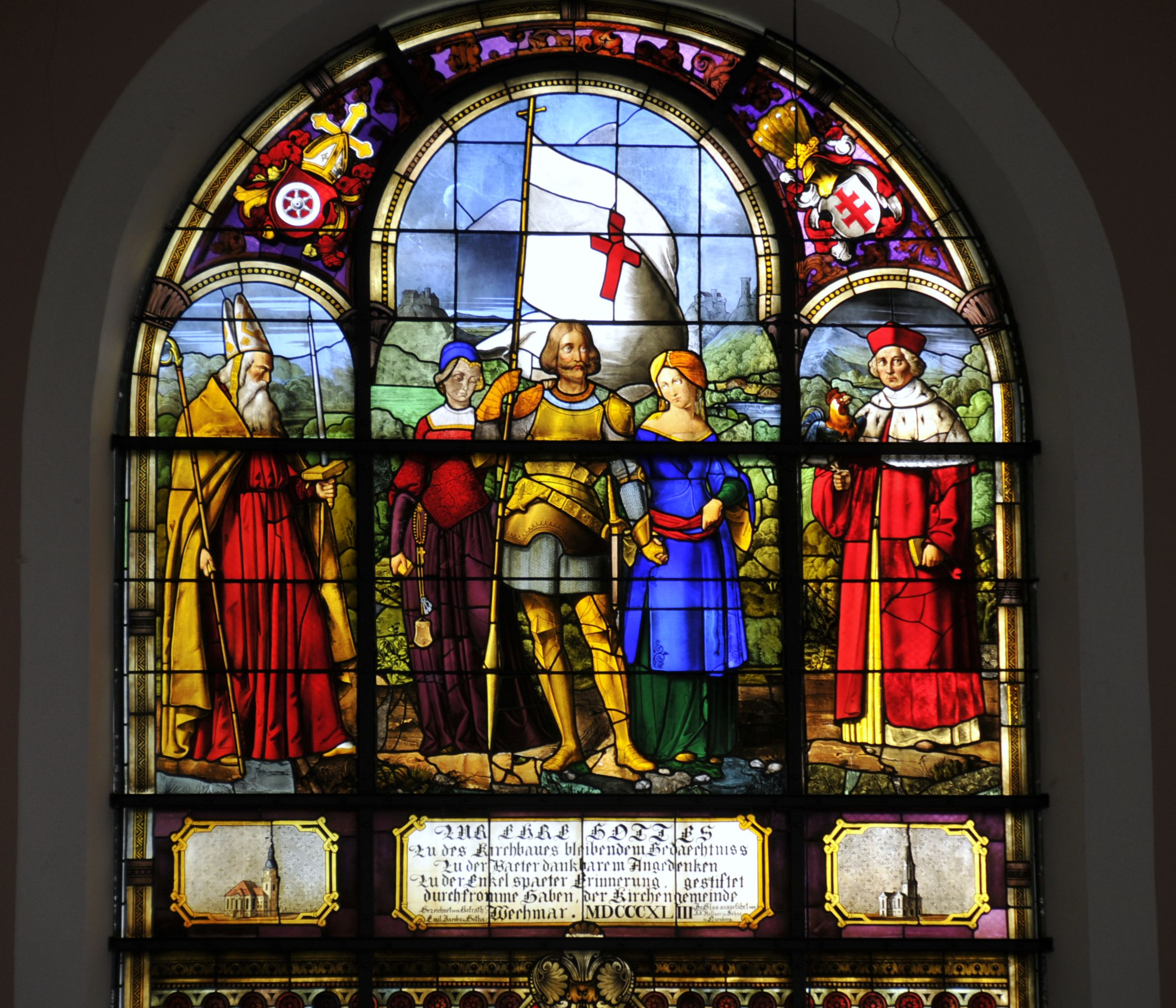
Glasfenster in St. Viti (Wechmar)

Erstmals erwähnt wurde die vermeintliche Doppelehe im Jahr 1539 in einem Brief des Landgrafen Philipp von Hessen an Luther. Philipp war bereits standesgemäß verheiratet, beabsichtigte aber dennoch, gleichzeitig eine morganatische Ehe mit Margarethe von der Saale einzugehen. Die Zweitehe machte ihn zum Bigamisten. Philipp, ein früher und bedeutender Unterstützer der Reformation, wandte sich mit dem Brief hilfesuchend an Luther. Der evangelische Theologe, der vorher noch gegen die Verbindung argumentiert hatte, widersprach Philipps Hinweis auf die Sage nicht und ließ ihn gewähren, vereinbarte aber Stillschweigen mit diesem. Der Reformator Philipp Melanchthon war bei der Vermählung anwesend und die zweite Vermählung wurde bekannt, was zu einer Krise der Reformation führte.
Die Sage wurde seit dem weiter literarisch und künstlerisch verarbeitet. Zunächst waren es die Grafen von Gleichen selbst, die im ersten Drittel des 16. Jahrhunderts zur Ausschmückung des Festsaales ihres in Ohrdruf gelegenen Schlosses Ehrenstein einen Webteppich (Gobelin) mit einem Bilderfries zur Sage anfertigen ließen. Die in zeitgenössischer Tracht und Bewaffnung dargestellten Figuren füllen acht Motivfelder. Michael Sachse, ein gräflicher Hofprediger aus Ohrdruf, berichtet ausführlich in seiner heute verschollenen Schrift Von den Grafen von Gleichen über dieses Kunstwerk. Es besaß einen großen Wert und gelangte um 1600 als Geschenk oder Mitgift in die Hände der Burggrafen von Kirchberg, wo es im Schloss Farnroda als Wandschmuck verblieb. 1620 wurde das Textil bei einem Großbrand im Farnrodaer Schloss beschädigt, dabei ging auch ein wichtiges Bildmotiv mit dem Wappen der Grafen von Gleichen verloren. Die Beschädigungen wurden in verminderter Qualität ausgebessert, diese ließen schon im 18. Jahrhundert Zweifel am Alter des Werkes aufkommen. Auf Wunsch des Großherzogs Karl August von Sachsen-Weimar-Eisenach begutachtete Goethes Schwager Vulpius als Kunstsachverständiger den 1814 in das Weimarer Stadtschloss geschafften Teppich. Vulpius ließ die noch erkennbaren Motivfelder abzeichnen und fertigte eine Beschreibung an. Die Dokumentation wurde später der Universitätsbibliothek Jena zugeeignet.
Der Geograph und Universalgelehrte Johann Gottfried Gregorii alias Melissantes verbreitete die Sage durch mehrere seiner Bücher seit 1708 im deutschsprachigen Raum. Besonders seine Fassung der Gleichensage aus dem Werk Das Erneuerte Alterthum (1713/1721) diente den Schriftstellern der Romantik als Vorlage.
Seit dem späten 18. Jahrhundert macht der Stoff in der Literatur, der Musik und bildenden Kunst Karriere. So entstehen in diesen Jahren Balladen von Löwen, Bodmer und Friedrich Leopold, Graf zu Stolberg. In der Erstfassung von Stella. Ein Schauspiel für Liebende (1775) lässt Goethe unter Bezug auf die Sage vom Grafen von Gleichen Fernando mit beiden von ihm geliebten Frauen, Cäcilie und Stella, nach dem Motto „Eine Wohnung, ein Bett und ein Grab“ glücklich werden. Populär wurde die Sagenbearbeitung Melechsala – so heißt hier die Sultanstochter – in den Volksmärchen der Deutschen von Musäus. Hier wird der Stoff romanhaft ausgestaltet und mit Anekdoten (z. B. dem Rosenwunder der Heiligen Elisabeth von Thüringen) angereichert; die zahlreichen Anspielungen und Reflexionen widersprechen der späteren romantischen Auffassung einer Sage.
In der Romantik wird die Erzählung von den Brüdern Grimm in ihren Deutschen Sagen kanonisiert. In seinen Sagen aus Thüringens Vorzeit (1837) trägt Ludwig Bechstein einen ganzen „Sagenkreis der drei Gleichen“ zusammen. Der Stoff regte zu mehreren Dramen, Singspielen, Opern und Operetten an, darunter Dramen von Arnim oder auch Kotzebue und die unvollendete romantische Oper Der Graf von Gleichen (1827/1828, D 918) von Schubert mit dem Text von Bauernfeld. Eine Zuordnung der richtigen Reihenfolge des in Wien liegenden Faksimiles der Oper und Orchestrierung wurde von dem Thüringer Komponisten Wolfgang Hocke 1995/1996 durchgeführt. Die Oper konnte im Staatstheater Meiningen im Schubertschen Stil in diesen Jahren uraufgeführt werden. Das Notenmaterial liegt im Bärenreiter Verlag Kassel für weitere Aufführungen bereit und zeichnet sich durch eine Markierung der von Schubert im Original überlieferten Komposition und den von Hocke eingefügten Ergänzungen aus. Als Gemälde ist Die Rückkehr des Grafen von Gleichen (1864) von Moritz von Schwind von besonderer Bedeutung. Auch der Maler Hugo von Reichenbach behandelte das Motiv in seinem Bild Die beiden Frauen des Grafen von Gleichen (1846). Einen ganzen Zyklus von Wandgemälden gibt es im Erfurter Rathaus. Diese Bearbeitungen legen den Stoff teils tragisch, teils komisch aus und variieren ihn.
Auch im 20. Jahrhundert wird die Sage mehrfach aufgegriffen. Als gleichnamiger Roman 1901 von Rudolf Herzog, 1920 in der Ballade Die Gräfin von Gleichen von Agnes Miegel oder 1939 in Gerhart Hauptmanns Novelle Der Schuss im Park. Die jüngste Bearbeitung bietet das Musical Der Graf von Gleichen von Peter Frank, das 2006 in Mühlberg mit Blick auf die Drei Gleichen uraufgeführt wurde.

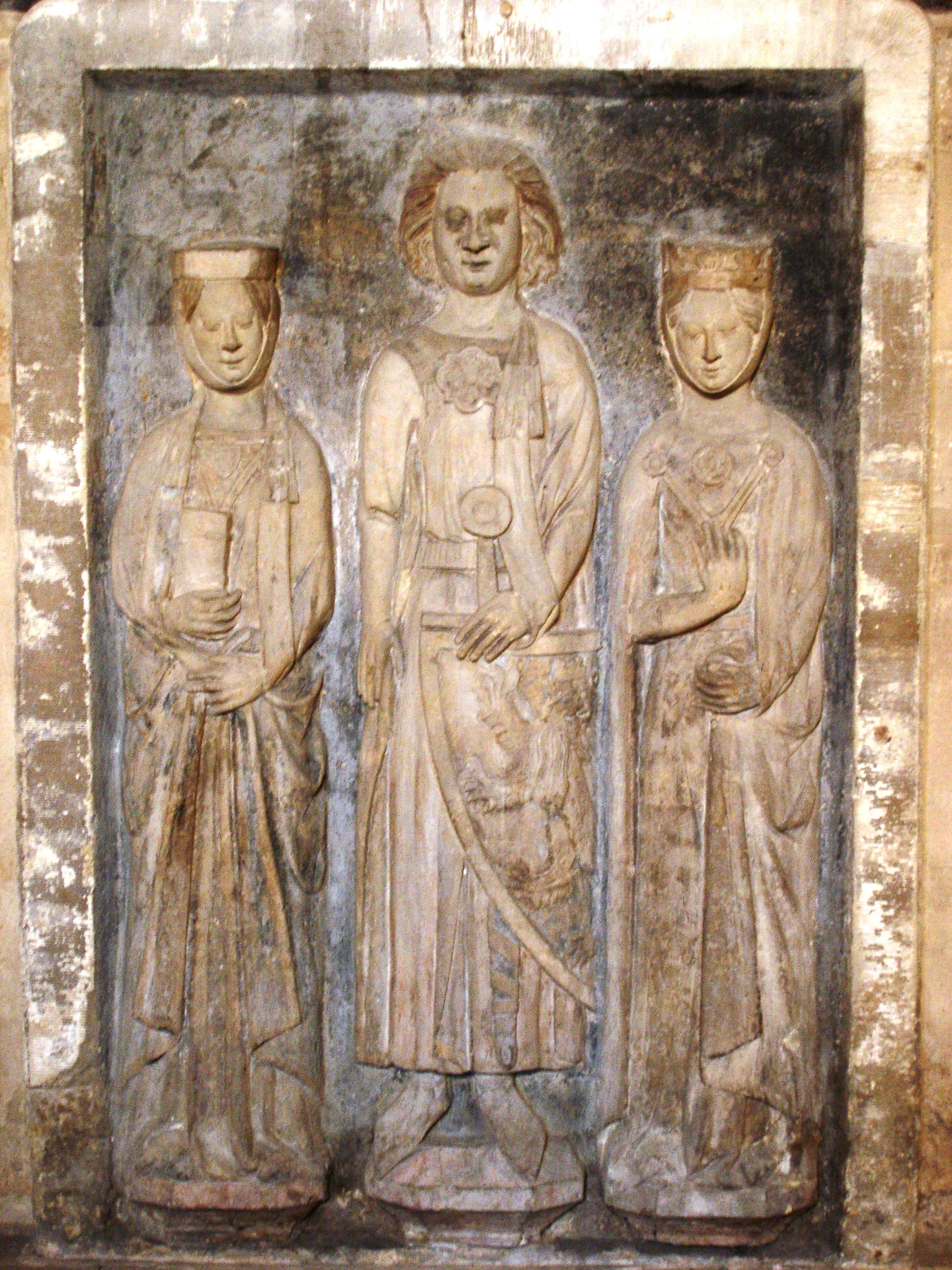
Grabstein vom Graf von Gleichen mit seinen zwei Ehefrauen aus dem Dom zu Erfurt.